# Coordinate di un vettore
In matematica, in particolare in algebra lineare, l'insieme delle coordinate di un vettore rispetto ad una base di uno spazio vettoriale è il vettore che ha come componenti i coefficienti della combinazione lineare di vettori di base attraverso la quale si può scrivere il vettore stesso.

## Definizione
Sia {\displaystyle V} uno spazio vettoriale su un campo {\displaystyle K}. Sia l'insieme {\displaystyle \mathbf {v} _{1},\mathbf {v} _{2},\dots ,\mathbf {v} _{n}} di elementi di {\displaystyle V} una base ordinata di {\displaystyle V}. Allora ogni vettore {\displaystyle \mathbf {w} \in V} si può scrivere in modo unico come combinazione lineare dei vettori di base:
{\displaystyle \mathbf {w} =\sum _{i=1}^{n}a_{i}\mathbf {v} _{i}}
Si definisce l'insieme delle coordinate di {\displaystyle \mathbf {w} } rispetto alla base data il vettore:
{\displaystyle \mathbf {a} =(a_{1},a_{2},\cdots ,a_{n})}
Si tratta del vettore che ha come componenti i coefficienti della combinazione lineare di vettori di base attraverso i quali si può scrivere {\displaystyle \mathbf {w} }, e dipende quindi dalla scelta della base stessa. Per specificare che {\displaystyle \mathbf {w} } è scritto rispetto alla base {\displaystyle B} si usa spesso la notazione {\displaystyle [\mathbf {w} ]_{B}}.
La mappa {\displaystyle \phi _{B}:V\to K^{n}} che associa ad ogni vettore {\displaystyle \mathbf {v} \in V} le sue coordinate {\displaystyle \phi _{B}(\mathbf {v} )=[\mathbf {v} ]_{B}} rispetto a {\displaystyle B} è un isomorfismo di spazi vettoriali, cioè un'applicazione lineare biettiva, la cui trasformazione inversa {\displaystyle \phi _{B}^{-1}:K^{n}\to V} è data da:
{\displaystyle \phi _{B}^{-1}(a_{1},\ldots ,a_{n})=a_{1}\mathbf {v} _{1}+\cdots +a_{n}\mathbf {v} _{n}}
Questa funzione viene anche chiamata rappresentazione standard di {\displaystyle V} rispetto a {\displaystyle B}.

## Cambiamento di coordinate
Siano {\displaystyle B} e {\displaystyle C} due basi diverse di {\displaystyle V}. Siano {\displaystyle \mathbf {b} _{1},\mathbf {b} _{2},\dots ,\mathbf {b} _{n}} i vettori che compongono la base {\displaystyle B}.
Si denoti con {\displaystyle [M]_{C}^{B}} la matrice le cui colonne sono le coordinate dei vettori {\displaystyle \mathbf {b} _{i}} rispetto ai vettori della base {\displaystyle C}:
{\displaystyle [M]_{C}^{B}={\begin{bmatrix}\ [\mathbf {b} _{1}]_{C}&\cdots &[\mathbf {b} _{n}]_{C}\ \end{bmatrix}}}
Tale matrice prende il nome di matrice di cambiamento di base da {\displaystyle B} a {\displaystyle C}. Si ha allora:
{\displaystyle [\mathbf {v} ]_{C}=[M]_{C}^{B}[\mathbf {v} ]_{B}\qquad [\mathbf {v} ]_{B}=([M]_{C}^{B})^{-1}[\mathbf {v} ]_{C}}
In particolare, la matrice {\displaystyle [M]_{C}^{B}} è la matrice associata all'identità rispetto alle basi {\displaystyle B} e {\displaystyle C}.